# Lisa Paus
Elisabeth „Lisa“ Paus (Rheine, 1968. szeptember 19. –) német politikus, 2022-től Németország családügy-minisztere.

## Életpályája
1988 és 1999 között a Berlini Szabadegyetemen tanult. 1995-től a Szövetség ’90/Zöldek párt tagja.
1999 és 2009 között a berlini képviselőház (Abgeordnetenhaus) tagja volt.
2009-ben a Bundestag tagja lett. Itt főleg a pénzügyi területen dolgozott.